# ギフト±
『ギフト±』（ギフトプラスマイナス）は、ナガテユカによる日本の漫画。『週刊漫画ゴラク』（日本文芸社）において、2015年4月3日号（同年3月20日発売）から2022年9月2日号（同年8月19日発売）まで連載された。2022年8月現在で紙と電子書籍を合わせた累計部数は370万部を突破している。

## ストーリー
女子高生の鈴原環は交友関係を持たず、無為な日々を過ごしているが、裏では凶悪犯を解体し、正規のルートでは臓器移植を行えない者のために臓器売買を行っていた。その彼女を巡り事件が起きる中、探偵の阿藤圭介は臓器売買の事件の真相に迫るも元同業者の加藤警部に殺害されてしまう。彼の遺志を継いだ恋人・桜田と暴露記事を潰された気鋭の記者・廣瀬直也が臓器売買と「たまき」を巡る事件を追う。

## 用語
クジラ
タカシの臓器売買グループにおける用語で、解体して本人の意思を無視して「「臓器提供者（ドナー）」とするターゲットを指す隠語。
黒幇（ヘイパン）
中国本土の闇組織。
プティシャトン
フランス語で「可愛い仔猫」という意味。児童買春クラブの名称。環とタカシの母・真琴を含む数名の児童が飼われていた。
極秋会
日本における臓器売買グループ。
リードレスペースメーカー
環の希望で彼女の心臓に埋め込まれた新たなペースメーカー。従来のモノよりコンパクトで安全なデバイス。皮下にペースメーカーを埋め込むポケットを作ることは不要となり、心臓に直に埋め込みが可能である。スマートフォンで管理できる上、GPSにもなる特別仕様となっている。取り外しや取り付け位置の変更も可能。梨世が内視鏡で手術を行い、大腿静脈からカテーテルで心臓にアプローチした。

## 登場人物
声はWebアニメ（アニメビーンズ）版の声優。

### 主要人物
鈴原環（すずはら たまき）
声 - 梅田彩佳
本作の主人公。心臓手術の手術痕がある女子高校生。独善的な死生観を持ち、反省や更生が見込めない大人を「ターゲット」＝「クジラ」として、生きて意識のあるまま解体し、タカシの臓器売買を支える。
タカシと同様、「臓器提供者（ドナー）」としてこの世に生み出された「デザイナーベビー」である。亡き秋光正の妾・真琴の死に際し作成された受精卵が冷凍保存され、代理母出産により「受給者（レシピエント）」である渉に対する「ドナー」として造られた。そのため、戸籍が無い。幼少期、健康体で生を受けたにも関わらず、林（英琢磨）の叔父によって不要な心臓の移植手術を受け、取り出された生来の心臓はタカシの義兄（実は甥）・渉に移植された。生来の心臓の代わりに移植された心臓は一種のペースメーカーの役割も果たしており、感情を抑え込まれていたが、琢磨との再会により、徐々に感情が息を吹き返し始めて「人形」から「人間」に戻ってゆく。しかし、琢磨に対する恋心を封印し、「臓器のリサイクル」という仕事のために狩りと解体を続行する。
タカシ / 秋光崇（あきみつ たかし）
声 - 鬼塚真吾
臓器売買グループを取り仕切る男子大学生。組織を運営する資金力や人脈を持ち、ハッキングや現場へ出向き情報収集も行う。兄妹同然の環を「愛玩人形」として執着している。
「クジラ狩り」を考案した人物であり、境遇から臓器移植は賛成だが、脳死移植に関しては反対している。
クジラ狩りは過程であり、その先の目標として再生医療の研究を目論んでいる。
戸籍上において、極秋会病院を運営していた秋光家の2代目当主・聡の次男とされている。しかしその正体は、実父であり戸籍上の祖父でもある秋光正と、当時15歳だった妾・鈴原真琴の間に生を受けた私生児である。正嫡の異母兄・聡の実子の渉が病弱であるため、異母兄弟でありながら異母兄の養子（戸籍上の次男）として迎えられると同時に、甥の義弟（戸籍上の弟）として戸籍を手に入れた。渉が正統な後継者とされているが、回復が望めないことも予測していたため、万が一の渉の代わりに後継者として極秋会を継ぐべく養子に迎えられた。
当初は渉に心臓を移植すべく環より先に造られた「デザイナーベビー」だったが、移植可能な年齢に達しても渉の体力が手術に耐えられないと判明し、移植は見送られた。劣悪な家庭環境に生まれ育った影響もあり、自分自身とその母・真琴に瓜二つの鈴原環に固執する。復讐のため、自身の策略で先の院長だった聡を廃人にし、極秋会病院を乗っ取る。実質的に極秋会を牛耳ってはいるが、正の遺言により正統後継者だった渉の世話係として生かされている状態にある。
英琢磨（はなぶさ たくま） / 林（はやし）
声 - 斎藤寛仁
元医師で「英医院放火殺人事件」の犯人として指名手配されている。闇医師としてタカシの臓器売買と密接な関係にあり、手術に必要な新鮮な臓器を提供して貰っている。少年時代、母の付き添いで訪れた英医院で真琴と出会い、彼女の死後、14年ほど経ったころに環と出会った過去を持つ。診療所は夜逃げした医者のものを使用している。
叔父である英医院の院長・英幾雄が環の心臓が健康であるにも関わらず心臓の移植手術を行ったことを知って殺害されそうになるが、意識が戻った際、淡々と幾雄を解剖する環の姿を目撃。環の異常性を知りつつも彼女を守るため、証拠隠滅に放火して警察に追われる身となった。タカシに捜索協力を要請してまで捜す環が「解体」を行う実行犯になっており、環はタカシの元にいることを知らなかった。また、まだ堅気だったころの甘さが抜けきっておらず、タカシの正体（秋光崇の素性）や、初恋の少女・真琴と彼女の面影を異常なまでに宿す環に関係がある事実を知っても逃避してしまう。
環が一連の事件に関与していることを思い知らされ、彼女のための心臓移植手術が不可能となり、抹殺されるのは確実になり、桜田と廣瀬の助けで国外に脱出する。

### 臓器売買グループの関係者
神崎 梨世（かんざき りよ） / 王 梨世（ワン リーシー）
極秋会総合病院の心臓外科医。環の主治医。病院内におけるタカシの協力者であり、彼との肉体関係を持つセフレでもあるが、その正体は中国の中央部から指令を受ける工作員兼ハニートラップ要員。
日本生まれの日本育ち、両親共々に大陸系の帰化人。学生時代優秀な成績を残し、国立大学の医学部を修了している。
健康な心臓を渉に移植された後、環に移植された代わりの心臓が誰のものか突き止めることが任務である。
二重スパイであり、アメリカに亡命しようとしている。
タカシが「愛玩人形」として溺愛する環が人間として復活しようとしており、その原因が琢磨に対する恋心だと気づく。また、タカシには思うところがある節を見せるようになっている。
加藤 善人（かとう よしと）
タカシが信頼する臓器売買グループの一員。警視庁捜査一課の現職警察官であり、階級は警部。闇の人脈に通じており、商売敵のリュウに「先生」と呼ばれており、彼との関係を含めて謎が多い。冤罪を握り潰すことで警察の面目を守る主義。そのため、タカシとその思想ゆえに阿藤を殺した。
タカシの叔父にあたる人物・聡が院長だったころ、中国の黒社会のメンバーを全滅させた「子飼いの部下」と称してリュウを実行犯として使ったことをタカシに隠している。桜田に電話の内容を聞かれたかもしれないため、環と接触させまいと罠に嵌めた挙げ句、彼女を自身の監視下に置く。
リュウ / 劉 達善（リウ ダーシ） / 斉藤 達善（さいとう たつよし）
残留孤児の3世。チャイニーズマフィアの一員の男性。隻眼。老いたと口を滑らせたことと臓器売買の商品の元である「羊」を複数潰したことにより、元のボスに左眼の眼球を抉られて独眼になる。大陸、島、在日、残留の闇のネットワークに精通している。大陸でも日本でも残留風情がと蔑まされ、組織の方針を巡り水面下で対立していた大陸系黒幇（ヘイパン）のボスの1人である老大（ボス）「呉園良」を殺して組織を乗っ取った。日本の臓器売買の進出を狙う。
民進党の次期総裁と目される松川議員に接近しており、後にバック（曹）に切られて逃亡した松川の居場所を加藤に密告し、環か自分自身か選ぶよう迫って加藤と決別した。
仕事は大陸系の組織への潜入とその無力化をすること。
環を「羊」にしようとして返り討ちに遭い、その後も悪夢に襲われるトラウマとなる。トラウマを克服するため環を殺そうとしている。
徐永啓
大陸系の医師。日本語が少々おぼつかない。実は中国の解放軍の脱走兵であり、中国の高官専門の病院「301病院」にも勤務実績のある元軍医。最終的な階級は中尉。
曹 国良
梨世の中国の中央政府での上司で「人民解放軍」の陰の実力者である軍医大学を管轄する総後勤部の副部長であるが実質はトップに君臨している。松川を大陸（中国）と日本を結ぶパイプ役という傀儡として活用していたが、加藤との商談を知られてから切り捨てた。梨世と加藤を経由して、タカシに商談を持ちかける。

#### 極秋会の関係者
秋光正（あきみつ ただし）
故人。極秋会創業者にして秋光家当主。秋光崇（タカシ）と聡の実父であり、タカシの戸籍上の祖父（義祖父）でもある。正嫡の孫・渉を救うため、臓器移植のための子供を作るべく真琴を妾にした上でタカシを生み出し、タカシに渉の世話をするよう命じた。
鈴原真琴（すずはら まこと）
環とタカシの母親。児童売春クラブ「プティシャトン」で飼われていた15歳の娼婦。秋光正により渉に心臓を提供する子供を産ませるべく身請けされて妾となり、1年後の16歳で琢磨の叔父・幾雄が院長だった英総合病院に入院していたが、タカシを出産した直後に死亡した。死後、受精卵を採取され、環の誕生のために利用された。
秋光渉（あきみつ わたる）
秋光家・極秋会の正統後継者だった青年。創業者である会長・正の正嫡の孫息子であり、タカシの戸籍上の父（義父）である聡の唯一の息子。タカシの甥であり、彼の戸籍上の兄（義兄）でもあるため、タカシからは「兄さん」と呼ばれている。先天性心臓疾患を抱えて生を受けたため、タカシに続いて「臓器提供者（ドナー）」として生み出された環の健康な心臓を移植された「臓器受給者（レシピエント）」である。病弱な身体と心臓の欠陥によりタカシの心臓を移植される予定だったが、体力が足りずに見送られたため、成長と共に不具合も大きくなり環の心臓を移植されても移植に適した時期を完全に逸してしまい、植物状態に陥ってしまう。生命維持装置で生かされているだけの死体も同然の状況が続いており、正の遺言に縛られているタカシの世話を受けることで生き続けることが可能となっている。
秋光聡（あきみつ さとし）
渉の実父。また、タカシの異母兄であり、彼の戸籍上の父（義父）でもあるが、タカシは「自身の叔父」と認識している。異母弟のタカシを自身の養子（戸籍上の次男）として引き取った経緯から、彼を蛇蝎のごとく忌み嫌っており、タカシが成人になるまで、異母弟兼養子に虐待を受けさせながら彼との同居生活を送った。後にタカシと付き合っていた梨世を手籠めしたことが災いし、タカシの策略に嵌り廃人と化した。

### 警察関係者
阿藤圭介（あとう けいすけ）
声 - 武井和歩
探偵。元警察官。琢磨に依頼されて行方不明となった環の調査を行っている。5年前、児童売春クラブ「プティシャトン」の経営者・日高孝太郎変死事件を警察が政財界の指示に従って練炭自殺で握り潰したため、失望して警察を辞職した。臓器売買と環を追っていたが、環に接触して「君を捜している人間がいる」と告げた直後に加藤に射殺された。死に際、恋人でもある後輩の女性刑事・桜田に連絡し、自身に代わって「正義の味方」になって欲しいと言い残して絶命した。
幼いころ、酒乱でDVの父親に母親や妹と共に虐待されながらも必死に母親と妹を守ろうとしたが、母親は妹だけを守って家出して自身は捨てられてしまう。それでも女性や子供を守ろうと必死だった。そのため、警察官を志して警部補にまでなるが、腐り果てた警察の実態に裏切られた。
桜田瑞希（さくらだ みずき）
女性警察官。阿藤の後輩で恋人。阿藤の死後、彼の遺志を継ぎ、臓器売買の闇と環を追う。近視だったが、視力矯正手術「レーシック」を受けて眼鏡なしで行動するようになり、髪型もショートヘアからベリーショートにした。加藤に嵌められて謹慎処分を受け、その後、同じ捜査一課に異動になる。

### 事件関係者
日高孝太郎（ひだか こうたろう）
児童買春クラブ「プティシャトン」の経営者。変死するが、警察上層部により自殺を遂げたとして被疑者死亡で強引に幕を下ろされた。真相は不明。
廣瀬 直也（ひろせ なおや）
気鋭の記者。社会の闇がもたらす理不尽を憎んでおり、警察を信じていない。かつて「ニチブン出版」に勤務していたが、極秋会の創業者・秋光正と児童売春クラブ「プティシャトン」経営者変死事件と極秋会の創業者・秋光正の児童買春疑惑を暴露するも回収騒動で記事を潰されたため、単独で事件を追っている。「プティシャトン」事件と臓器売買の闇を追っており、腎不全による腎臓透析により日本が潰れる危険性に業を煮やした日本政府が臓器移植を推進することを懸念している。再犯確実なクズとされる人間が「クジラ」という解体による同意無しの「臓器提供者（ドナー）」とされていることを桜田に告げられ、捜査を協力して欲しいと依頼されて彼女と共闘する。消させても構わないかのような桜田を案じており、ふとしたことで彼女と肉体関係を結ぶ。
10年前に一人娘を交通事故で失っており、その相手側の運転手が罪を逃れようと嘘をついたことが許せず、それがきっかけで真実を追い求める取材をするようになった。

### ターゲット
A少年（仮称）
強姦殺人で逮捕され、未成年のため懲役15年の刑を受けた青年。証拠不十分で不起訴となった殺人も犯していた。出所してから再び強姦殺人を繰り返そうとして最初の獲物に手をかけようとするが、環によって捕獲・解体された。
相澤華南（あいざわ かなん）
声 - 咲々木瞳
性依存症の女性。16歳の時に公園トイレで出産し、乳児遺棄で逮捕される。出所後も不安定な心を満たすため、妊娠と乳児遺棄を繰り返すも、環により子宮を含む一部の内臓を摘出され、彼女の通報によって再逮捕された。
松川清（まつかわ きよし）
野党第一党「民信党」のタカ派議員。次期総裁を目指しており、児童ポルノから子供を守ろうというスローガンを掲げていたが、自身が児童ポルノに関わる犯罪者で、プティシャトンの子供に暴力をふるい死に至らしめていたため、顧客の中でも要注意人物とされていた。日本と中国との太いパイプを持っており、2つの国を結びつけていた「使える人物」だったが、大陸の黒社会より加藤との「商談（取引）」を持ち掛けられて中央政府を裏切ろうとしたため、信用できないと見なされて曹に切り捨てられ、環により捕獲・解体された。

## 書誌情報
- ナガテユカ 『ギフト±』 日本文芸社 〈ニチブンコミックス〉、全26巻
  1. 2015年7月18日発売[34]、ISBN 978-4-537-13312-7
  2. 2015年10月19日発売[35]、ISBN 978-4-537-13352-3
  3. 2016年1月18日発売[36]、ISBN 978-4-537-13394-3
  4. 2016年4月18日発売[37]、ISBN 978-4-537-13430-8
  5. 2016年7月19日発売[38]、ISBN 978-4-537-13468-1
  6. 2016年10月28日発売[39]、ISBN 978-4-537-13502-2
  7. 2017年2月18日発売[40]、ISBN 978-4-537-13550-3
  8. 2017年5月19日発売[41]、ISBN 978-4-537-13583-1
  9. 2017年9月7日発売[42]、ISBN 978-4-537-13623-4
  10. 2017年12月18日発売[43]、ISBN 978-4-537-13668-5
  11. 2018年3月19日発売[44]、ISBN 978-4-537-13710-1
  12. 2018年6月20日発売[45]、ISBN 978-4-537-13760-6
  13. 2018年9月18日発売[46]、ISBN 978-4-537-13809-2
  14. 2018年12月19日発売[47]、ISBN 978-4-537-13859-7
  15. 2019年3月19日発売[48]、ISBN 978-4-537-13895-5
  16. 2019年6月28日発売[49]、ISBN 978-4-537-13940-2
  17. 2019年10月9日発売[50]、ISBN 978-4-537-13986-0
  18. 2020年2月28日発売[51]、ISBN 978-4-537-14208-2
  19. 2020年7月9日発売[52]、ISBN 978-4-537-14261-7
  20. 2020年10月29日発売[53]、ISBN 978-4-537-14300-3
  21. 2021年2月27日発売[54]、ISBN 978-4-537-14344-7
  22. 2021年7月16日発売[55]、ISBN 978-4-537-14391-1
  23. 2021年11月29日発売[56]、ISBN 978-4-537-14435-2
  24. 2022年2月28日発売[57]、ISBN 978-4-537-14470-3
  25. 2022年5月27日発売[58]、ISBN 978-4-537-14511-3
  26. 2022年10月19日発売[59]、ISBN 978-4-537-14556-4

## Webアニメ
2018年9月21日より、アニメ視聴アプリ「アニメBeans」にて配信される。

### スタッフ
- 監督・絵コンテ・演出 - 伊藤史夫
- 音響監督 - 赤間明吉
- プロデューサー - 大久保圭
- アニメーションプロデューサー - 生田目聡
- 制作 - Acca eff